# Дурнев, Виктор Васильевич
Виктор Васильевич Дурнев (род. 14 августа 1961 года) — советский и российский спортсмен. КМС (1976); Мастер спорта СССР по тяжёлой атлетике (1977); Мастер спорта СССР международного класса по тяжёлой атлетике (1982). Кандидат в мастера спорта по пауэрлифтингу спортсменов с ПОДА (2015). Выдающийся спортсмен Республики Башкортостан (1997). Почётный знак «За заслуги перед Подольским районом 3 степени» (2003).

## Биография
Дурнев Виктор Васильевич родился 14 августа 1961 года в д. Ефремово-Зыково Оренбургской области.
Занимался спортом в спортивных клубах «Батыр» (1975—1981) (тренер Л. Н. Копнин) и «Химик» (1981—1985) (Уфа; тренеры Г. Л. Аферин, Р. З. Сираев).
В 1991 году получил травму позвоночника (авария), инвалид 1 группы.
Спортивный клуб «Витязь» г. Подольск (1998—2004); спортивный клуб МБУ ФОКИ «Мустанг» (2013).
В 1982—1984 годах был членом сборной команды СССР по тяжёлой атлетике.
В 1998—2004 годах член сборной команды России по пауэрлифтингу спортсменов с ПОДА.

## Достижения
- Серебряный призёр чемпионата СССР среди юношей (1977)
- Чемпион СССР среди юношей (1978)
- Чемпион СССР (1982 — в рывке)
- Обладатель Кубков СССР (1982, 1983 — в двоеборье)
- Серебряный призёр чемпионата СССР (1982 — в толчке)
- Чемпион СССР среди юниоров (1982) и юношей (1978)
- Рекордсмен мира (1982—1983 — в рывке) и СССР (1982 — в двоеборье) в полусреднем весе.
- Чемпион России по пауэрлифтингу спортсменов с ПОДА (1998, 1999, 2001, 2002, 2003, 2016)
- Чемпион Европы по пауэрлифтингу спортсменов с ПОДА (1999)
- Серебряный призёр чемпионата Мира спортсменов с ПОДА (1999)
- Чемпион VII Международной Спартакиады (1999)
- Серебряный призёр открытого чемпионата Бельгии (2000)
- Финалист Параолимпийских игр в Сиднее (6 место)
- Чемпион открытого чемпионата Москвы по пауэрлифтингу спортсменов с ПОДА (2001)
- Серебряный призёр чемпионата России по пауэрлифтингу спортсменов с ПОДА (2015)
- Бронзовый призёр чемпионата России (2013)
- Абсолютный чемпион Московской области по пауэрлифтингу спортсменов с ПОДА (2015)